# Давид ди Донателло 2014
59-я церемония вручения наград премии «Давид ди Донателло» состоялась 10 июня 2014 года.

## Победители и номинанты

### Лучший фильм
- Цена человека, режиссёр Паоло Вирдзи
- Великая красота, режиссёр Паоло Соррентино
- Мафия убивает только летом, режиссёр Пьерфранческо Дилиберто
- Не в стульях счастье, режиссёр Карло Маццакурати
- Захочу и соскочу, режиссёр Сидней Сибилия

### Лучшая режиссура
- Паоло Соррентино — Великая красота
- Карло Маццакурати — Не в стульях счастье
- Ферзан Озпетек — Пристегните ремни
- Этторе Скола — Это странное имя Федерико!
- Паоло Вирдзи — Цена человека

### Лучший дебют в режиссуре
- Пьерфранческо Дилиберто — Мафия убивает только летом
- Валерия Голино — Милая
- Фабио Грассадония, Антонио Пьяцца — Сальво
- Маттео Олеотто — Зоран, мой племянник-идиот
- Сидней Сибилия — Захочу и соскочу

### Лучший сценарий
- Франческо Пикколо, Франческо Бруни, Паоло Вирдзи — Цена человека
- Паоло Соррентино, Умберто Контарелло — Великая красота
- Мишель Астори, Пьерфранческо Дилиберто, Марко Мартани — Мафия убивает только летом
- Франческа Марчано, Валия Сантелла, Валерия Голино — Милая
- Валерио Аттаназио, Андреа Гарелло, Сидней Сибилия — Захочу и соскочу

### Лучший продюсер
- Никола Джулиано, Франческа Чима для Indigo Film — Великая красота
- Per Indiana Production Фабрицио Донвито, Бенедетто Хабиб, Мако Коэн, сопродюсер для Manny Films Филипп Гомпель, Бирджит Кемнер, с Rai Cinema и Motorino Amaranto — Цена человека
- Марио Джанани, Лоренцо Мьели, Wildside с Rai Cinema — Мафия убивает только летом
- Риккардо Скамарчо, Виола Престьери для Buena Onda Film с Rai Cinema — Милая
- Массимо Кристальди, Фабрицио Моска — Сальво
- Доменико Прокаччи, Маттео Ровере с Rai Cinema — Захочу и соскочу

### Лучшая женская роль
- Валерия Бруни-Тедески — Цена человека
- Паола Кортеллези — Под счастливой звездой
- Сабрина Ферилли — Великая красота
- Касия Смутняк — Пристегните ремни
- Жасмин Тринка — Милая

### Лучшая мужская роль
- Тони Сервилло — Великая красота
- Джузеппе Баттистон — Зоран, мой племянник-идиот
- Фабрицио Бентивольо — Цена человека
- Карло Чекки — Милая
- Эдоардо Лео — Захочу и соскочу

### Лучшая женская роль второго плана
- Валерия Голино — Цена человека
- Клаудия Джерини — Во всём виноват Фрейд
- Паола Миначчони — Пристегните ремни
- Галатеа Ранци — Великая красота
- Милена Вукотич — Не в стульях счастье

### Лучшая мужская роль второго плана
- Фабрицио Джифуни — Цена человека
- Валерио Апреа[итал.] — Захочу и соскочу
- Джузеппе Баттистон — Не в стульях счастье
- Либеро Де Риенцо — Захочу и соскочу
- Стефано Фрези — Захочу и соскочу
- Карло Вердоне — Великая красота

### Лучшая операторская работа
- Лука Бигацци — Великая красота
- Жером Альмерас — Цена человека
- Даниеле Чипри — Сальво
- Джанфилиппо Кортичелли — Пристегните ремни
- Гергей Похарнок — Милая

### Лучшая музыка
- Пивио Де Скальци и Альдо Де Скальци — Песни, мафия, Неаполь
- Паскуале Каталано — Пристегните ремни
- Леле Маркителли — Великая красота
- Умберто Шипионе — Под счастливой звездой
- Карло Вирдзи — Цена человека

### Лучшая песня
con un ex aequo
- A' verità — музыка Франческо Ликкардо, Розарио Кастаньола, слова Франческо Ликкардо, Сары Тартуффо, Алессандро Гарофало, исполняет Франко Риччарди — Песни, мафия, Неаполь
- I’m Sorry — слова и музыка Джакомо Ваккаи, исполняет Jackie O'S Farm — Цена человека
- A malìa — слова и музыка Дарио Сансоне, исполняет Foja — L'arte della felicità
- Tosami lady — слова и музыка Санти Пульвиренти, исполнение Доменико Чентаморе — Мафия убивает только летом
- Smetto quando voglio — слова и музыка Доменико Скардамалья, исполнение Scarda — Захочу и соскочу
- Dove cadono i fulmini — слова, музыка и исполнение Erica Mou — Una piccola impresa meridionale

### Лучшая художественная постановка
- Стефания Челла — Великая красота
- Джанкарло Базили — Счастливые годы
- Марко Дентичи — Сальво
- Марта Маффуччи — Пристегните ремни
- Мауро Радаэлли — Цена человека

### Лучший костюм
- Даниела Чанчо — Великая красота
- Мария Рита Барбера — Счастливые годы
- Алессандро Лаи — Пристегните ремни
- Беттина Понтиджа — Цена человека
- Кристиана Риччери — Мафия убивает только летом

### Лучший визаж
- Маурицио Сильви — Великая красота
- Далия Колли — Мафия убивает только летом
- Паола Гаттабрузи — Счастливые годы
- Каролин Филлиппоннат — Цена человека
- Эрманно Спера — Пристегните ремни

### Лучший парикмахер
- Альдо Синьоретти — Великая красота
- Франческа Де Симоне — Пристегните ремни
- Стефан Демаре — Цена человека
- Массимо Гаттабрузи — Счастливые годы
- Шарим Сабатини — Не в стульях счастье

### Лучший монтаж
- Чечилия Дзанузо — Цена человека
- Джоджо Франкини — Милая
- Патрицио Мароне — Пристегните ремни
- Кристьяно Травальоли — Великая красота
- Джанни Веццози — Захочу и соскочу

### Лучший звук
- Роберто Моццарелли — Цена человека
- Маурицио Арджентьери — Счастливые годы
- Анджело Бонанни — Захочу и соскочу
- Эмануэле Чечере — Великая красота
- Марко Грилло, Мирко Панталла — Пристегните ремни

### Лучшие визуальные эффекты
- Родольфо Мильяри и Luca Della Grotta с Chromatica — Великая красота
- EDI Effetti Digitali Italiani — Цена человека
- Паола Тризольо, Стефано Маринони с Visualogie — Мафия убивает только летом
- Родольфо Мильяри с Chromatica — Захочу и соскочу
- Palantir Digital — Песни, мафия, Неаполь

### Лучший документальный фильм
con un ex aequo
- Stop the Pounding Heart — Trilogia del Texas, atto III, режиссёр Roberto Minervini
- Dal profondo, режиссёр Валентина Педичини
- Il segreto, режиссёр Cyop & Kaf
- In utero Srebrenica, режиссёр Джузеппе Карриери
- L’amministratore, режиссёр Винченцо Марра
- Sacro GRA, режиссёр Джанфранко Рози

### Лучший короткометражный фильм
- 37°4 S, режиссёр Адриано Валерио
- A passo d’uomo, режиссёр Джованни Алои
- Bella di notte, режиссёр Паоло Дзукка
- Lao, режиссёр Габриеле Сабатино Нардис
- Non sono nessuno, режиссёр Франческо Сегре

### Лучший европейский фильм
- Филомена, режиссёр Стивен Фрирз
- Ида, режиссёр Павел Павликовский
- Жизнь Адель, режиссёр Абделатиф Кешиш
- Натюрморт, режиссёр Уберто Пазолини
- Венера в мехах, режиссёр Роман Полански

### Лучший иностранный фильм
- Отель «Гранд Будапешт», режиссёр Уэс Андерсон
- 12 лет рабства, режиссёр Стив Маккуин
- Афера по-американски, режиссёр Дэвид О. Расселл
- Жасмин, режиссёр Вуди Аллен
- Волк с Уолл-стрит, режиссёр Мартин Скорсезе

### Premio David giovani
- Мафия убивает только летом, режиссёр Пьерфранческо Дилиберто
- Цена человека, режиссёр Паоло Вирдзи
- Великая красота, режиссёр Паоло Соррентино
- Солнце льёт, как из ведра, режиссёр  Дженнаро Нунцианте
- Во всём виноват Фрейд, режиссёр Паоло Дженовезе

### За жизненные достижения
- Софи Лорен
- Марко Беллоккьо
- Андреа Оккипинти
- Карло Маццакурати
- Риц Ортолани